# ギミ・サム・ネック
『ギミ・サム・ネック』（Gimme Some Neck）は、イングランドのロック・ミュージシャン、ロン・ウッドが1979年に発表した、ソロ名義では3作目のスタジオ・アルバム。

## 背景
ローリング・ストーンズのアルバム『女たち』（1978年）のレコーディングと同時進行で制作が進められ、ベーシック・トラックはウッド、チャーリー・ワッツ、ポップス・ポップウェル（ロバート・ポップウェル）によって10日間で録音された。ミック・ジャガーとキース・リチャーズもレコーディングに参加しており、クレジットには明記されていないが、ジャガーは「インフェクション」の作詞にも貢献している。ジャケットやLP内袋の絵は、ウッド自身が描いた。
「セブン・デイズ」はボブ・ディランが提供した曲である。ウッドとディランは、エリック・クラプトンのアルバム『ノー・リーズン・トゥ・クライ』（1976年）のレコーディング・セッションに参加しており、その時にディランからこの曲を贈られた。なお、作者ディランによるスタジオ・レコーディングは残されていないが、ディランのコンピレーション・アルバム『ブートレッグ・シリーズ第1〜3集』（1991年）には、「セブン・デイズ」の未発表ライヴ音源が収録された。
「F.U.C.ハー」は猥褻な歌詞が問題視され、本作の発売元のコロムビア・レコードはラジオ局に「"F.U.C. Her"という曲は、歌詞の中に露骨な性的欲求が含まれており、大衆の一部に不快感を与える可能性もあるため、放送前に局の上層部のオーディションを要する」と書かれた注意書きを配布した。

## 反響・評価
アメリカのBillboard 200では45位に達し、自身初の全米トップ100入りを果たした。イギリスでは「セブン・デイズ」がシングル・カットされたが、アルバム／シングル共に全英チャート入りは果たせなかった。
William Ruhlmannはオールミュージックにおいて5点満点中4.5点を付け、本作の聴き所として「セブン・デイズ」を挙げて「ウッドの粗い声が、不思議なぐらいミスターD（ディラン）本人のように聴こえる」と評している。

## ツアー
ウッドは本作のリリースに伴い、キース・リチャーズ、スタンリー・クラーク、イアン・マクレガン、ボビー・キーズ、それにミーターズのジョー“ジガブー”モデリストと共にニュー・バーバリアンズを結成してツアーを行った。当時のセットリストは、本作からの曲に加えて、ローリング・ストーンズの曲やウッドの旧作からの曲も含まれていた。2006年には、1979年5月5日にメリーランド州で行われた公演のライヴ音源を収録したアルバム『Buried Alive: Live in Maryland』が公式発売されている。

## 収録曲
特記なき楽曲はロン・ウッド作。3.はインストゥルメンタル。
1. ウォリー・ノウ・モア - "Worry No More" (Jerry Lynn Williams) - 2:34
2. ブレイキン・マイ・ハート - "Breakin' My Heart" - 4:17
3. デリア - "Delia" (Traditional) - 0:42
4. ベリッド・アライヴ - "Buried Alive" - 3:37
5. カム・トゥ・リアライズ - "Come to Realise" - 3:52
6. インフェクション - "Infekshun" - 4:03
7. セブン・デイズ - "Seven Days" (Bob Dylan) - 4:10
8. ウィ・オール・ゲット・オールド - "We All Get Old" - 4:09
9. F.U.C.ハー - "F.U.C. Her" - 3:15
10. ロスト・アンド・ロンリー - "Lost and Lonely" - 4:14
11. ドント・ウォリー - "Don't Worry" - 3:29

## 参加ミュージシャン
- ロン・ウッド - ボーカル、ギター、ドブロ・ギター、ペダル・スティール・ギター、ハーモニカ
- キース・リチャーズ - ギター(on 4.)、バッキング・ボーカル(on 4. 5. 7. 8.)
- デイヴ・メイソン - アコースティック・ギター(on 9.)
- ミック・ジャガー - バッキング・ボーカル(on 2. 4.)
- ジェリー・ウィリアムス - ピアノ(on 1.)、バッキング・ボーカル(on 1.)
- ハリー・フィリップス - ピアノ(on 6. 9.)
- イアン・マクレガン - オルガン(on 5. 7. 8. 10.)
- ロバート・ポップウェル - ベース(on 1. 2. 4. 5. 6. 8. 9. 10. 11.)
- チャーリー・ワッツ - ドラムス(on 1. 2. 4. 5. 6. 8. 9. 10. 11.)
- ミック・フリートウッド - ドラムス(on 7.)
- ジム・ケルトナー - パーカッション(on 4. 10.)
- ボビー・キーズ - サクソフォーン(on 11.)
- ジョン・リンド - バッキング・ボーカル(on 5. 8.)